# El cuerpo del deseo
El cuerpo del deseo es una telenovela estadounidense producida por Telemundo-RTI para Telemundo. Es una nueva versión de la telenovela colombiana En cuerpo ajeno, producida en el año 1992.
Protagonizada antagónicamente por Lorena Rojas, junto a Mario Cimarro, Vanessa Villela y Erick Elías como protagonistas, con Martín Karpan, Roberto Moll y Martha Picanes en los roles antagónicos. Cuenta además con la actuación especial del primer actor Andrés García.

## Argumento
Pedro José Donoso es un hombre de mucha fortuna que a sus 67 años había conseguido todo lo que quería, incluido el amor de Isabel Arroyo, una joven y atractiva mujer. Sin embargo, por causas del destino, Pedro José muere súbitamente de un ataque al corazón, al mismo tiempo que fallece un joven campesino llamado Salvador Cerinza (el hombre que siempre veía y sentía en sus visiones). Sin querer resignarse a perderlo todo, Pedro José se reencarna e invade el cuerpo del malogrado Salvador, resucitando justo antes de ser enterrado.
Gracias a esta nueva oportunidad que le da la vida, Pedro José regresa en busca de todo lo que perdió, sin sospechar lo que va a descubrir. El insólito regreso de Pedro José, convertido en un apuesto joven, desata una serie de acontecimientos en donde secretos, verdades y engaños quedan al descubierto.
Así, Pedro José descubrirá que Isabel, era la amante de uno de sus empleados de confianza, Andrés Corona; que la vidente que le ayudó en su enfermedad, Gaetana Charry, lo asesoraba bajo engaños; que su suegra, Nina Macedo, y la hermana de esta, Rebeca Macedo, son unas interesadas; y que Walter Franco, el mayordomo que le atendía, le profesaba un profundo odio y le hurtaba sus joyas.
Gracias a su nueva condición, Pedro José, con ayuda de Gaetana, trabajando de incógnito como chofer y asumiendo la identidad de Salvador, podrá desenmascarar a Walter, Rebeca, Andrés e Isabel, y reafirmar su confianza en Ángela, su hija; Abigail, su fiel ama de llaves y los hijos de ella; así como en Valeria, la dulce y bondadosa prima de Isabel. Culpables o inocentes, nadie podrá escapar de la inquietante presencia de ese extraño que viene a ajustar las cuentas contra aquellos que jugaron con él y a salvar a los que verdaderamente le amaron; enterándose de lo que nunca conoció en vida.

## Elenco
- Mario Cimarro - Salvador Cerinza / Pedro José Donoso.
- Lorena Rojas - Isabel Arroyo Macedo.
- Andrés García - Pedro José Donoso.
- Martín Karpan - Andrés Corona.
- Vanessa Villela - Ángela Donoso.
- Roberto Moll - Walter Franco.
- Jeannette Lehr - Gaetana Charry.
- Erick Elías - Antonio Domínguez.
- Diana Osorio - Valeria Guzmán Macedo.
- Martha Picanes - Rebeca Macedo.
- Anna Silvetti - Abigail Domínguez.
- Pablo Azar - Simón Domínguez.
- Yadira Santana - Virginiana "Vicky" de la Santa Cruz Candela.
- Rosalinda Rodríguez - Cantalicia Muñetón de Cerinza.
- Vivian Ruiz - Guadalupe Flores.
- Eduardo Serrano - Felipe Madero.
- Liz Coleandro - Saturnina Macedo.
- Emmanuel Castillo - Salvador Alonso Cerinza Muñetón "Moncho".
- Sabrina Olmedo - Matilda Serrano.
- Arianna Coltellacci - Consuelo Guerrero.
- Rubén Camelo - Padre Jacobo Madero.
- Xavier Coronel - Rodrigo Domínguez.
- Johnny Acero - Jaime Ocampo.
- Carmen Olivares - Fátima.
- Gabriel Traversari - Dr. Valencia.
- Alcira Gil - Doña Lilia.
- Rubén Darío Gómez - Fermín.
- Erwin Dorado - Avendaño.
- Mercedes Enríquez - Vicentina.
- Julieta García - Clara.
- Sonia Noemí González - Pilar Moreno.
- Josué Gutiérrez - Pablo "Pablito".
- Gonzalo Madurga - Lic. Carlos Belaunde.
- Juan Troya - Evelio Arturo Ramírez.
- Fidel Pérez Michel - Dr. Alejandro Robledo.
- Silvestre Ramos - Camilo.

## Premios
- Premios Orquídea 2005 de la Asociación Orquídea USA
  - Mejor Actor Internacional 2005: Mario Cimarro
  - Mejor Actriz Internacional USA 2005: Lorena Rojas
  - Mejor Actor Revelación USA 2005: Pablo Azar

- La revista estadounidense FAMA
  - Mejor interpretación masculina: Mario Cimarro

- Premios Talento Caracol 2014
  - Mejor Producción Extranjera

## Versiones
- En cuerpo ajeno (1992), una producción de RTI Televisión (Colombia), protagonizada por Amparo Grisales como la malvada Isabel Arroyo y Danilo Santos como Salvador Cerinza y la participación especial del primer actor Julio Medina como Pedro José Donoso El Salvador.
- En otra piel (2014), producida por Telemundo y protagonizada por María Elisa Camargo como Adriana Aguilar y David Chocarro, y antagonizada por Vanessa Villela de nueva cuenta en esta versión siendo la malvada Elena Serrano y Jorge Luis Pila como el estafador Gerardo Fonsi, con la participación especial de Laura Flores como Mónica Serrano. En esta historia los personajes principales cambian por mujeres.
- Amar a muerte (2018), escrita por Leonardo Padrón y producida por W Studios para Televisa, usando como argumento la transmigración. Protagonizada por Angelique Boyer como Lucía Borges y Michel Brown como Macario Valdés, "el Chino", y la participación especial de Alexis Ayala como León Carvajal.